# نيو أورلينز بيليكانز
نادي نيو أورلينز بيليكانز (بالإنجليزية: New Orleans Pelicans)‏ هو نادي كرة سلة من نيو أورلينز، لويزيانا، الولايات المتحدة الأمريكية. تأسس عام 2002.

## التأسيس
في عام 1985 طلب جورج شين الحصول على موافقة دوري الرابطة الوطنية لإشراك فريق جديد يكون مقره في تشارلوت تحت مسمى تشارلوت هورنتس.
ولكن شين واجه مشكلة إذ أن سكان المدينة يفضلون دوري الجامعات، ولكن مع حصول الفريق على الموافقة للمشاركة في البطولة عام 1988 كان عدد كبير من الجماهير خلف الفريق.
وهو الأمر الذي وضح عندما نجح الفريق في بيع تذاكر 358 مباراة بأكملها على أرضه أي ما يعادل تسعة مواسم.

## نتائج الفريق
وفي موسم 1992-1993 تأهل الفريق للأدوار الإقصائية للمرة الأولى في تاريخه، وتخطى سلتكس قبل الخسارة أمام نيوريورك نيكس في الدور قبل النهائي للقسم الشرقي.
وخرج الفريق من الدور الأول للأدوار الإقصائية موسمي 1994-1995 و1996-1997، ثم خسر في الموسم التالي في الدور قبل النهائي أمام شيكاغو بولز.
واستطاع هورنتس التأهل للأدوار الإقصائية في الفترة من 2000 وحتى 2002، قبل أن ينتقل إلى مدينة نيو أورلينز.
واستطاع الفريق التأهل إلى الأدوار الإقصائية موسمي 2002-2003 و2003-2004، ولكنه ودع البطولة من الدور الأول.
ولكن الفريق عاد مرة أخرى إلى المدينة ونجح في تخطي الدور الأول للأدوار الإقصائية موسم 2007-2008، ثم الخروج من الدور الأول في الموسم التالي.
ويعد حصول المدرب بايرون سكوت على لقب أفضل مدرب عام 2008 وقيادته لفريق الغرب في مباراة كل النجوم أبرز إنجازات الفريق.

## الانتقال للقسم الغربي
ونتيجة لزيادة عدد الفريق اضطر هورنتس للانتقال إلى مجموعة الجنوب الغربي للقسم الغربي، ولكن بعد إعصار كاترينا انتقل الفريق إلى مدينة أوكلاهوما بسبب الدمار الذي حل بنيو أورلينز.
بعد نهاية موسم 2012-2013 تم تغيير اسم الفريق من هورنتس إلى بيليكانز تيمناً بطائر الولاية البجع البني.

## ألوان الفريق
الأزرق الداكن، الذهبي، الأحمر والأبيض.

## سجل بطولات الفريق
لم يفز ببطولة الدوري الأمريكي لكرة السلة للمحترفين.

## وصلات خارجية
- موقع النادي الرسمي